# الصبي في البيجامة المخططة
الصبي في البيجامة المخططة (بالإنجليزية: The Boy in the Striped Pyjamas)‏ رواية من تأليف الروائي الأيرلندي جون بوين صدرت عام 2006. وخلافًا للأشهر التي كرسها جون بوين في التخطيط لكتبه الأخرى، قال أنه كتب المسودة الأولى بأكملها لهذه الرواية في غضون يومين ونصف. إذ أنه كان بالكاد ينام حتى وصل إلى النهاية. وفي عام 2007 و2008 عُدت الرواية بأنها أفضل الكتب مبيعا للعام في إسبانيا. كما أنها حظيت بالمرتبة الأولى في قائمة أكثرالكتب مبيعًا في نيويورك تايمز، كما هي الحال في المملكة المتحدة وإيرلندا وأستراليا. وقد بيع ما يقارب أكثر من 50 نسخة منها حول العالم في مارس عام 2010. كما تم إصدار الفلم المقتبس منها والذي يحمل نفس المسمى عام 2008.

## الحبكة
يترعرع برونو ذو الثمان سنوات في برلين أثناء الحرب العالمية الثانية. يعيش مع والديه وأخته غريتل البالغة 12 عاما إضافة إلى خادمات المنزل وتدعى إحداهن ماريا. وبعد زيارة يقوم بها رالف هتلر لعائلة برونو، يتم ترقية والده ليكون قائدًا. لذا يتوجب على العائلة الانتقال إلى منطقة آوت وذ "Out-With" تبعًا للأوامر الصادرة عن ذي فوري فوهرر (تفسير برونو الساذج لكلمة الفوهرر فوهرر وهي مصطلح يطلق على هتلر). كان برونو مستاءً في بادئ الأمر حيال فكرة الانتقال إلى آوت وذ "Out-With" _ لم تُعرّف قط ولكن يُعنى بها أوشفتز _) وترك أصدقائه دانييل وكارل ومارتن. وفي آوت وذ، يلمح برونو معسكرًا على مقربة من منزله يثير دهشته. وفي أحد الأيام يقرر برونو أن يستكشف حقيقة السياج السلكي الغريب الذي يحيط بالمعسكر. وخلال سيره على طول السياج، يلتقي برونو بصبي يهودي يدعى شمول. فيدور حديث بينهما يعلم برونو من خلاله أن شمول يشاركه في السن. شمول يخبر برونو بأنه يعيش مع والداه وجده في ذاك الجانب من السياج . ومنذ ذلك الحين يصبح برونو صديقًا شمول رغم الغموض الذي مايزال يساور برونو حول أمر شمول ومكوثه خلف ذاك السياج. ومع تكرر اللقاءات، ما تزال تظهر براءة برونو رغم تردده على لمعسكر الموت.
يجبر برونو على حلاقة رأسه بالكامل عندما وجد أن بيض قمل قد أصاب شعره، مما جعل برونو شبيها بشمويل حسب ما يعتقد. وكان الأخير يوافقه في رأيه إلا أن الحقيقة عكس ذلك. يقتنع والد برونو بإصرار من زوجته أن يعيدهم إلى برلين ويبقى هو في آوت وذ بدونهم.
وفي اليوم التالي يضع برونو خطة بمساعدة شمويل لكي يتسلل من تحت السياج إلى المعسكر لأجل البحث عن والد شمويل. يستبدل برونو ملابسه بملابس السجن التي أحضرها له شمويل. ويتسلل إلى المعسكر تاركًا ملابسه القديمة خارج السياج. وخلال بحثهم في المعسكر ينحشر الاثنان بين مجموعة من السجناء الذين يقادون إلى غرفة الغاز. يعتذر برونو من شمويل لفشلهم في العثور على والده إلا أن شمويل لم تسنح له الفرصة للرد عليه عندما أُشعل الغاز وماتَ الطفلان. تعود أم برونو وأخته إلى برلين بينما يبقى والده في آوت وذ عندما علم أخيرًا ما كان يجري. ويظهر أنه سعيدٌ لمغادرة المكان عندما يأتى إليه جنودٌ لأخذه بعيدًا عن آوت وذ.

## آراء النقّاد
يقرر بعض النقاد بأن مقدمة الرواية وأحداث الفيلم الذي يعقبها أيضًا غير صحيحة والتي تقول بأن في المعسكر طفلًا في سن شمويل. فمن خلال مراجعة الكتاب الأصلي الذي كتبه الحاخام بنجامن بليك (Benjamin Blech) كتب فيه: "ملاحظة للقارئ": لم يكن في أوشفتز فتىً بعمر 9 سنوات، فالنازيون قاموا مباشرة بحرق أولئك الذين لم يكونوا كبارًا بما يكفي للعمل." وقد أكد بليك رأي أحد الأصدقاء الناجين من هولوكوست (المحرقة) بأن الكتاب لم يكن كذبة أو قصة خيالية بل كان امتهانًا. ويعترف بليك بأن قصة خيالية ليس بالضرورة أن تكون دقيقة وواقعية، بل هو يعارض استهانة الكتاب بما يحدث داخل وخارج معسكرات الموت ويؤكد بأن "قصة أولئك الذين لم يشرَكوا بصورة مباشرة يمكنهم أن يدّعوا البراءة" ما من شأنه إضعاف هيكلها الأخلاقي. ويحذر بأن الطلبة الذين يقرؤونه سيعتقدون بأن المعسكرات لم تكن بهذا السوء إن كان بإمكان أحدهم أن ينشئَ صداقة سرًا مع أسير يهودي بنفس العمر دون علمه بحقيقة الموت.
وفي حين أن كاثرين هيوز 'كاثرين هيوز' تتفق في لامعقولية الحبكة، إلا أنها ترى بأن براءة برونو تأتي للوقوف أمام رفض الألمان الجامح ومعرفة نواياهم".

## الاشخاص

### برونو
برونو -وهو الشخصية الرئيسة في القصة وابن قائد نازي- ولد في الخامس عشر من إبريل عام 1934 ويبلغ من العمر 9 سنوات. ينتقل برونو وعائلته إلى معسكر أوشفتز للاعتقال حيث يعمل والده. يزعجه ذلك كثيرًا عندما يتبين له أنه سيبتعد عن أصدقائه. لم يكن برونو سعيدًا في بداية الأمر بانتقالهم إلى معسكرأوشفتز للإعتقال (Auschwitz) _تتناهى إلى مسعمي غريتل وكأنها (آوت وِذ 'Out-With') _ والسبب أنه يفتقد إلى العيش في برلين عاصمة الألمان. ولطالما كان يبدي أستياءه في أوشفتز حيث لا يجد صبيًا بعمره يمكنه اللعب معه وأن منزله الجديد يُشعره بالبرد وعدم الأمان.
يقرر برونو الذهاب لاستكشاف المعسكر الذي يراه من نافذة غرفته فيوصله ذلك إلى سياج سلكي ليجد صبيًا بعمره يجلس في الجانب الآخر من السياج مرتديا ملابس مخططة. يكتشف برونو أن الصبي يدعى شمويل ومع مرور الوقت يصبح برونو وشمويل صديقين مقربين ولكن يبقى أمر شمويل سرًا يخفيه برونو عن الجميع.
تم رواية القصة بأسلوب الغائب ولكن من وجهة نظر برونو التي تُظهر براءته الممتزجة بسذاجته التي لم تتغير حتى بعد امتثاله للعيش قرب معسكر الموت. في نهاية القصة، يموت برونو وشمويل حرقًا في غرفة الغاز ممسكين بأيدي بعضهما البعض.

### الأم
هي زوجة القائد النازي التي تعارض فكرة الانتقال إلى معسكر أوشفتز للاعتقال منذ البداية حيث كانت تعتقد أنه ليس المكان المناسب ليترعرع فيه طفلاها؛ غريتل وبرونو. وخلال القصة، يتبين أن والدة برونو كانت متحيزة ضد اليهود تماما كغيرها الكثير من الألمان. لذلك صدمت بشدة عندما وجدت أن بافال وهو أحد معتقَلي اليهود في المعسكر قام بتضميد جرح برونو بعدما سقط أرضا من على الأرجوحة. حينها تغيرت نظرتها تجاه اليهود ووجدت أن كل القصص التي تُنشر عنهم ليست صحيحة البتة.وكانت تعلم بأن القائد لو علم أن بافال هو من عالج جرح برونو لأوقعه ذلك في ورطة كبيرة لذا أخفت سره خوفًا عليه بقولها أنها هي من عاينت الجرح إذا سأل أحدهم. ولأن برونو يجهل نيتها، فقد رآه تصرفًا أنانيا منها.
تُقنع الأم والد برونو أن يسمح لها ولطفليها بالعودة إلى برلين إلا أن ذلك يتأجل عندما يختفى برونو في ظروف غامضة قبل فترة وجيزة.

### الأب (رالف)
وهو والد برونو، يتم ترقيته لوظيفة قائدٍ لمعسكر أوشفتز للاعتقال بعد زيارة له يقوم بها الفوهرر. كان والد برونو الوحيد في عائلته الذي تحمس للانتقال إلى أوشفتز حيث يعتقد بقبوله لتلك المهمة أنه يفعل الخير لأجل ألمانيا. ينعم رالف باحترام جنوده له وخشيتهم منه في أوشفتز ورغم كونه ناجحًا في عمله إلا أنه لا يقضي الكثير من الوقت مع عائلته، (لاحظ في القصة أنه قليلًا ما كان يتحدث مع ابنه. وإذا فعل فكل ما يناقشه مع برونو هي أمور تتعلق بتربيتة.)
ورغم ذلك وإلى جانب حقيقة أن العمل يبدو أكثر أهمية بالنسبة له، إلا أنه كان لطيفًا مع عائلته ومهتمًا بها. ويتبين ذلك عندما تخبر ماريا برونو كيف أن والده ساعدها بمنحها وظيفة خادمة للعمل في المنزل لِما مرت به من أوقات عصيبة. كما تأثر رالف كثيرًا باختفاء ابنه وعودة زوجته وابنته إلى برلين بعد اختفاء برونو بفترة قصيرة تاركيه وحيدا في مقر عمله. حينها يصبح قاسيًا في معاملة الجنود الذين هم تحت سيطرته مما يجعل منه شخصا مبغوضًا. بعدها يأتي جنودٌ لأخذه بعيدًا عن المعسكر.

### ماريا
وهي خادمة المنزل. اعتادت أمها أن تتولى العناية بجدة برونو في السابق. مرت ماريا بوقت عصيب عندما توفيت والدتها. إلا أن والد برونو كان لطيفًا كفاية ليتكفل بدفع رسوم تشييع جنازتها ورسوم علاجها في المشفى من أمواله الخاصة حتى وإن لم يكن ملزمًا بذلك. ليس غريبًا فقد كانت والدة ماريا صديقة قديمة للعائلة. قام أيضًا والد برونو بمنح ماريا وظيفة خادمة للمنزل كما سمح لها بالعيش فيه مما جعلهاممتنة له كثيرًا. كما أنها كانت تدافع عنه عندما ينعته برونو بالغبي. إلا أنه عندما تم ترقيته وأصبح قائدًا للمعسكر، بدأت الشكوك تساور ماريا حيال صورة شخصية الأب اللطيف التي رسمتها تجاه والد برونو وتتسائل كيف يمكنه أن يفعل شيئًا كهذا بلا رحمة مثل القتل الجماعي لليهود.
يظهر لطف ماريا في كونها أحد الأشخاص القليلين الذين يجد برونو راحة في التحدث معهم، ويتبين ذلك عندما حاول إقناعها بأن أوشفتز مكان فظيع.

### الملازم كوتلر (كورت كوتلر)
يعمل الملازم كوتلر مساعدًا لرالف في أوشفتز. يبلغ من العمر 19 عامًا وله شعر أشقر ما يمنحه صورة النازي الحقيقي.إلا أن برونو لا يحبه لعدة أسباب. أحدها أن كوتلر كان يدعوه بالرجل الصغير وكان يقوم أيضًا بنفش شعره. والسبب الآخر الذي جعل برونو حانقًا على كوتلر هي تلك الكدمات على جسد شمويل عندما أبرح ضربًا حينما وجده كوتلر يأكل الدجاج الذي قدمه له برونو.
في أحد أحداث القصة، يتناول كوتلر العشاء مع عائلة برونو فيسأل والد برونو كوتلر عن أسرته ليكشف له أنه لم يكن على اتصال بوالده الذي هرب إلى سويسرا. حيث اشتهرت سويسرا خلال الحرب العالمية الثانية بكونها منطقة محايدة لا تؤيد الحلفاء ولا أطراف الحرب. وفي تلك الأثناء، أي ألماني يذهب إلى سويسرا يعد خائنا ورافضًا لدوافع ألمانيا.
يعترف كوتلر لرالف أنه لم يبلغ عن حقيقة أمر والده. يسكب بافال الخمر على كوتلر خطئًا، فينتهز الأخير الفرصة فيهجم عليه بقسوة ليثبت لرالف أنه ليس خائنًا مما يغضب ذلك برونو وغريتل ووالدتهما بشدة.
ويتم التلميح عدة مرات إلى وجود علاقة غرامية بين والدة برونو وكوتلر حيث أنهما غالبا ما يتحدثان على انفراد. كما أنها تدعوه ب«كورت الثمين» عندما لا تدرك أن برونو يستمع إليهما. ويلحظ برونو تواجد كوتلر في حين غياب أبيه وعندما يأوي (برونو) لفراشه وحتى عندما يستيقظ. وإثر مشادّة كلامية بين والدي برونو في وقت متأخر في إحدى الليالي، يتلقى كوتلر أوامر ترحيله إلى مكان آخر.

### شمويل
صبي بولندي في عمر برونو بنفس تاريخ ميلاده والذي يصبح صديقًا مقرّبًا له أثناء احتجازه في معسكر الاعتقال بأوشفتز كونه سجينًا يهوديًا. كانت أمه تعمل في تدريس اللغة بينما يعمل والده في صنع الساعات. وكان شمويل يعيش مع والديه وشقيقه الأكبر جوزيف وأخته صوفيا فوق محل الساعات الخاص بهم عندما اقتحم بعض الجنود منزلهم في أحد الأيام وأخذوهم بعيدًا عن موطنهم وقاموا بتجريد شمويل من أشيائه وممتلكاته الثمينة وخصوصًا ساعته الذهبيه التي صنعها والده خصيصًا له. أبعدت الأم عن العائلة بينما تم نفي شمويل وأبوه وجده إلى أوشفتز.
وقبيل مغادرة برونو أوشفتز، يذهب مع شمويل في الجانب الآخر من السياج حيث يحتجز شمويل للبحث عن أبيه الذي أصبح في عداد المفقودين. وفي تلك الحين، ينحصر الصبيّان بين جماعة من المحتجزين فيجبرا على السير معهم ليموتا في غرفة الغاز ممسكين بعضهما يدا بيد.

### غريتل
وهي شقيقة برونو الكبرى التي أوقعت الملازم كوتلر في غرامها خلال مكوثهم في أوشفتز. ينزعج برونو من أصدقاء غريتل (من بينهم «الوحش») لسخريتهم من قامته. وكثيرًا ما كان يدعوها بـ«الحالة الميؤوس منها». وعندما يشير برونو إلى غريتل للمعسكر من نافذة غرفته تصمم على التفكير فيه مليًا لأنها تُعد «الفتاة الأذكى بين زملائها في الصف». أخبرت غريتل برونو منذ زمن بقدر ما يمكنه تذكر ذلك (...) بأنها هي المسؤولة عن شؤون المنزل، فهي تكبره بثلاث سنوات. وفي نهاية الرواية، تعود غريتل مع أمها إلى برلين تقضي معظم وقتها وحيدةً في غرفتها تبكي على فقدان أخيها.

### هير ليزت
هو مدرس خصوصي يتم تعيينه لتعليم غريتل وبرونو في أوشفتز عندما قرر والد برونو الاستمرار في تعليمهم. هير ليزت لا يوافق برونو في الكتب القصصية التي يقرؤها، إنما يؤمن بأن الكتب التي تتعلق بالأحداث الواقعية هي فقط ما تهم. يتفق هير ليزت تمامًا مع كل ما تقوم به الحكومة الألمانية، لانه يؤمن بأن ألمانيا قد تعرضت للسطو أثناء الحرب العالمية الأولى.

### بافال
محتجز يهودي في معسكر أوشفتز يقوم بتقشير الخضار لعائلة برونو بعد أن كان يعمل سابقًا في مهنة الطب. يقوم بافال بتنظيف جرح برونو بعدما يسقط من على الأرجوحة. وتصرفه ذلك يثبت لطفه الذي لم تغيره سوء المعاملة التي يتلقاها لكونه يهوديًا كتلك التي يعامله بها كوتلر عندما يسكب بافال الخمر عليه خطئًا.

### الجد (ماتياس)
رجل متقاعد ويملك مطعما في برلين. وقد أخبر برونو مرةً كيف «تمكن من إقناع الجدة على الزواج منه رغم كثرة عيوبه». ويفخر الجد بخبر ترقية ابنه (رالف) لقائد، فهو -خلاف ماتعتقده الجدة- يؤمن بأن رالف يعمل لصالح البلاد.

### الجدة (ناتالي)
عملت الجدة سابقا في التمثيل والغناء. وفي كل عيد ميلاد، تعُد لبرونو وغريتل زيًا ثم تشركهما معها في أداء مسرحيٍّ للعائلة. كانت الجدة منزعجة من ترقية ابنها لقائد ما يجعلها تتسائل فيما إذا كانت المذنبة فيما يعتقده ابنها أن ارتداء زي أنيق يعني تحقيق المصالح العامة. إذ أنها سمحت له بارتداء زي شبيه وهو صغير. تموت الجدة لاحقًا في الفصل الـ16 من القصة وصراعاتها مع ابنها (رالف) لم تُحل بعد، الشي الذي يجعل رالف نادمًا عليه كثيرًا.

### ذي فوري (الغضبان)
'ذي فوري' هو في الواقع الفوهرر (وتعني أدولف هتلر) الذي يقوم بترقية رالف لمنصب قائدٍ لمعتقل أوشفتز. يحضر هتلر لتناول وجبة العشاء مع أسرة برونو. وينظر إليه برونو بأنه «أوقح ضيف رآه من أي وقت مضى».

### إيفا
يصطحب أدولف هتلر إيفا معه لتناول وجبة العشاء في منزل برونو. المرأة الجميلة واللطيفة كما يراها برونو. وشخصية إيفا في الواقع مستوحاه من شخصية حقيقية، تلك المرأة المقربة من أدولف هتلر. أنظر في إيفا براون.